# Полтава (лінійний корабель 1743)
«Полта́ва» — 66-гарматний вітрильний лінійний корабель російського імперського флоту 3 рангу типу «Слава Росії». Ім'я «Полтава» носили два корабля цього типу — в 1754 році був спущений на воду однотипний лінійний корабель «Полтава» — учасник Семирічної війни.

## Загальні відомості про проект
«Полтава» — представник найбільшої серії великих кораблів Російського флоту. Кораблі типу «Слава Росії» будувалися в Санкт-Петербурзі і Архангельську в 1733—1774 роках. Всього було побудовано 58 кораблів даного типу. Вони брали участь у всіх плаваннях і бойових діях флоту в період з 1734 по 1790 рік. Проект вважається дуже вдалим. Кораблі двухдечної конструкції були озброєні 66 гарматами калібру від 6 до 24 фунтів, мали високі морехідні якості, хорошу остійність і маневреність, при свіжому вітрі розвивали швидкість до 8 вузлів. Корабель мав два збройних дека. Озброєння корабля складали з 66 гармат калібру від 6 до 24 фунтів.

## Історія корабля
«Полтава» був закладений 5 серпня 1741 року на Соломбольській верфі в Архангельську Корабельним майстром був призначений Потап Гаврилович Качалов. Спущений на воду 15 травня 1743 року. У червні — серпні 1744 здійснив перехід з Архангельська в Кронштадт.
З червня по липень 1745 року стояв на Кронштадтському рейді для навчання екіпажу. У 1746 році з ескадрою перебував у практичному плаванні у Фінській затоці. 22—23 липня брав участь у показових навчаннях на рейді Ревеля. У 1748 і 1750 роках в складі ескадр перебував у практичних плаваннях в Балтійському морі до острова Готланд. Розібраний у 1756 році в Кронштадті через відсутність матеріалів для тімберовки.
Список командирів корабля
| Період командування    | Командир корабля |
| ---------------------- | ---------------- |
| 1744, 1746, 1748, 1750 | С. І. Мордвинов  |
| 1745                   | Г. Кейзер        |